# 사우공원
사우공원(沙隅公園)은 대한민국 경기도 김포시 사우동에 위치한 근린공원이다. 김포시청의 북동쪽에 자리잡고 있었다.